# شركة أوميغا لخدمات التزود بالوقود جوا

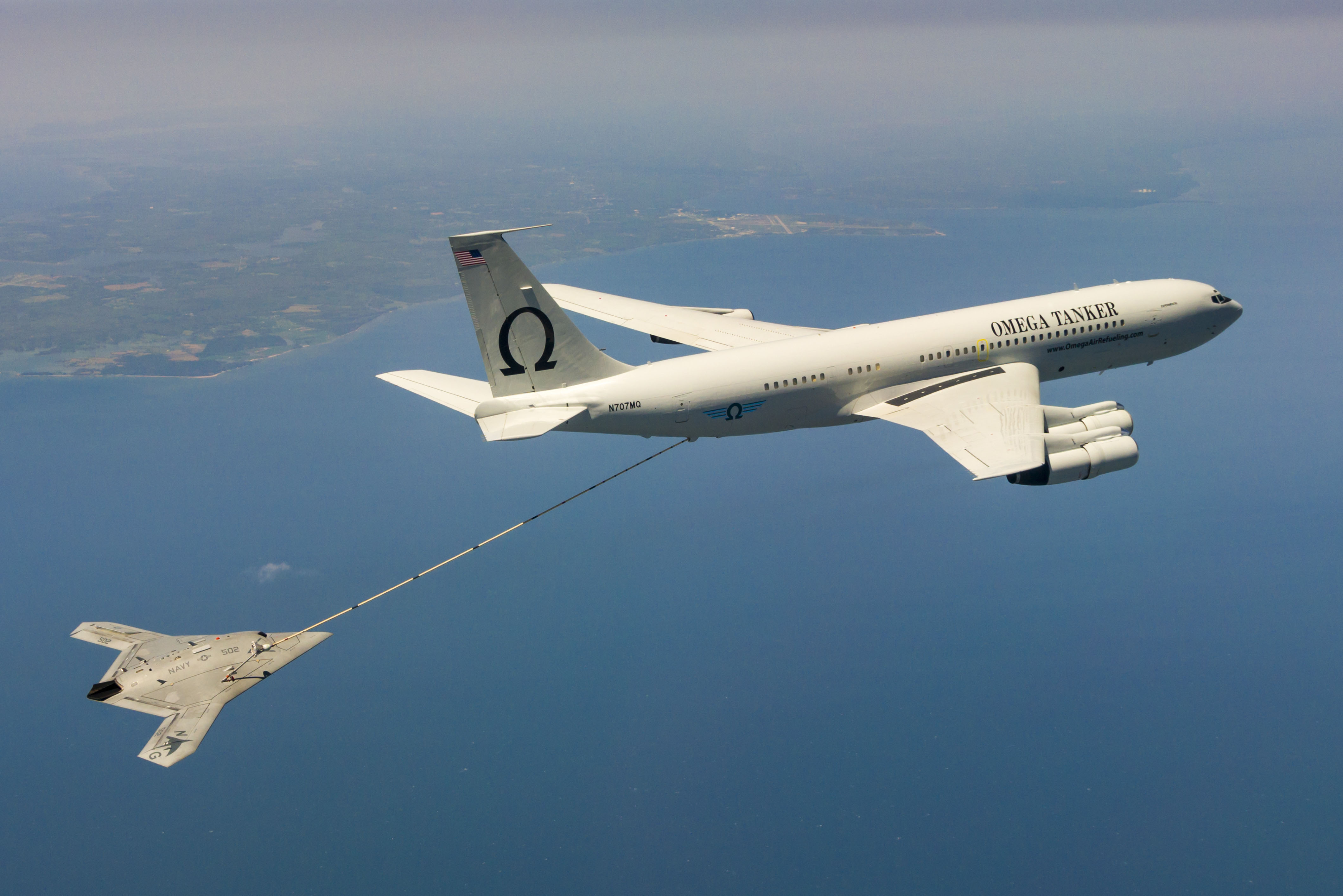
واحدة من طائرات KC-707 التابعة لشركة طيران أوميغا تقوم بتزويد الوقود لـطائرة Northrop Grumman X-47B في أبريل 2015

شركة أوميغا للتزود بالوقود جوا هي شركة تقدم خدمات التزود بالوقود الجوي للوحدات العسكرية، وفقًا لموقع الشركة على الويب ، طورت أوميغا أول طائرة تجارية للتزود بالوقود الجوي في عام 1999 ، وقدمت خدمات التزود بالوقود الجوي بموجب عقد إلى البحرية الأمريكية منذ عام 2001. كما انخرطت الشركة في دعم تمارين تدريب القوات الجوية الملكية الأسترالية بسبب التأخير في تسليم ناقلات KC-30A التابعة للقوات الجوية الأسترالية. بالإضافة إلى ذلك، تقول شركة أوميغا للتزود بالوقود أنه تم التعاقد معها لدعم عمليات النشر من قبل القوات الجوية الملكية البريطانية والقوات الجوية الملكية الكندية .
في 18 مايو 2011 ، تم تدمير إحدى ناقلات KC-707 التابعة للشركة، (N707AR) ، بعد أن تحطمت عند الإقلاع من قاعدة Ventura County البحرية في كاليفورنيا ، وقد نجا جميع أفراد الطاقم الثلاثة.
في 22 أبريل 2015 ، قامت إحدى طائرات أوميغا KC-707 بإعادة تزويد طائرة نورثروب جرومان X-47B بالوقود. وقالت البحرية الأمريكية لوسائل الإعلام إن هذه هي المرة الأولى التي يتم فيها إعادة تزويد طائرة بدون طيار بالوقود أثناء الطيران.
في نوفمبر 2019 ، أُعلن أنه سيتم الحصول على ناقلتين KDC-10 من القوات الجوية الملكية الهولندية ، وبالتالي سيتم إضافة هذه السعة الإضافية، بما في ذلك `` قدرة الطفرة (boom) '' بالإضافة إلى `` خرطوم و drogue '' الموجود في الأسطول الحالي. الطائرات التي تم شراؤها في عام 1995 من قبل سلاح الجو الهولندي من مارتن إير كطيران مدني هي دي سي-10 التي كانت لنقل الركاب ، حولها سلاح الجو الهولندي لطائرات تزود بالوقود ، ولأن الطائرات كانت تتقدم في العمر اشترى سلاح الجو الهولندي طائرتي إيه 330 إم آر تي تي من إيرباص ، ثم باعوا ناقلاتهم القديمة إلى طيران أوميغا للتزود بالوقود.
أقلعت أول ناقلتين تم بيعهما، T-264 Prins Bernard ، يوم الإثنين 4 نوفمبر 2019 من قاعدة أيندهوفن للطيران في هولندا.

## الأسطول
اعتبارًا من فبراير 2017, تُشغل الشركة طائرتين من بوينغ KC-707 وطائرة واحدة من نوع ماكدونل دوغلاس كيه سي-10 إكستندر.

## روابط خارجية
- أوميغا خدمات للتزود بالوقود ، الموقع الرسمي